# Salón de la Fama del Fútbol Americano Profesional
El Salón de la Fama del Fútbol Americano Profesional reconoce principalmente a leyendas de la NFL, liga con la cual trabaja de manera coordinada gracias a la cordialidad que existe entre sus respectivos dirigentes. Abrió sus puertas el 7 de septiembre de 1963 en Canton, Ohio, Estados Unidos, contando con un grupo original de 17 leyendas del deporte, incluido George Stanley Halas, fundador de los Osos de Chicago; el ex quarterback Sammy Baugh y el ex receptor abierto Don Hutson, por mencionar algunos.
La ciudad de Canton fue seleccionada como la sede para el Salón de la Fama por tres razones:
- Primero, la NFL, antes llamada American Professional Football Association (APFA), fue fundada en Canton, Ohio, el 17 de septiembre de 1920 al concretar acuerdos de una reunión inicial efectuada el 20 de agosto de ese año.
- La segunda razón es que los Canton Bulldogs fueron un equipo exitoso, contabilizando 38 victorias, 19 derrotas y 11 empates en las temporadas que participaron, de 1920 a 1926, acorde a datos del sitio especializado Pro Football Reference.
- Y, finalmente, porque la comunidad de Canton convenció a la NFL de tener un salón de la fama construido en su ciudad gracias a una campaña que promovió el periódico Canton Repository, a partir del 6 de diciembre de 1959.

## Historia
La construcción del inmueble comenzó el 11 de agosto de 1962. El edificio original sólo tenía 2 cuartos de 1800 m² de espacio interior. Aunque en ese momento había dos ligas profesionales de fútbol americano, la NFL y la AFL y a pesar de que su nombre es Salón de la fama del Fútbol Americano Profesional, en un principio sólo fueron seleccionados jugadores de la NFL.
El Salón de la Fama fue inaugurado formalmente el 7 de septiembre de 1963. En abril de 1970 se comenzó a construir la primera de las múltiples ampliaciones, misma que tuvo un costo de $620 mil dólares y fue completada en mayo de 1971. Con esta ampliación abrió la tienda de regalos del Salón de la Fama. Esto fue una base importante, ya que comenzaron a rebasar las 200 mil visitas al año, en parte debido al creciente interés en el Fútbol Americano Profesional por los campeonatos entre la NFL y la AFL.
En noviembre de 1977 comenzó el trabajo para otra expansión con un costo de US$1,200,000. Fue completada en 1978 ampliando la tienda de regalos, la librería y el teatro. Ahora el tamaño era 2.5 veces mayor al inicial.
El edificio permaneció sin cambios hasta 1993 cuando directivos del  Salón de la Fama anunciaron un proyecto más ambicioso, costando US$9,200,000 y añadiendo un cuarto salón al inmueble. Esa ampliación fue completada en octubre de 1995. L a adición más importante en esa expansión fue el Game Day Stadium (Estadio del Día de Juego) que muestra las películas de la NFL en una pantalla Cinemascope. Posteriormente se realizó una expansión más, que comenzó en 2012 y quedó lista antes del festejo del 50 aniversario del Salón de la Fama, realizado en agosto de 2013.
El actual presidente del Salón de la Fama es David Baker, quien fue elegido para ese cargo el 6 de enero de 2014. Anteriormente se desempeñaron como presidentes o Directores Ejecutivos: Dick McCann (1962-1967), Dick Gallagher (1968-1975), Pete Elliott (1979 a 1996), John Bankert (1996-2005) y Steve Perry (2006 al 2014).

## Proceso de selección

### Comité de Selección
Los jugadores seleccionados mediante votación de un Comité integrado por 48 personas, formado por un representante de cada ciudad en que hay equipo de la NFL (incluyendo dos de Los Ángeles y dos de Nueva York) además de 16 electores a nivel nacional, entre quienes destacan el exentrenador en jefe Tony Dungy; el comentarista y ex quarterback Dan Fouts, y la representante de la Asociación de Escritores de Fútbol Americano en Estados Unidos, cargo que actualmente ocupa Mary Kay Cabot, del periódico Cleveland Plain Dealer.

### Procedimiento de votación
Para ser elegible para el proceso de selección, el jugador debe haber estado retirado durante cinco años; en el caso de los entrenadores en jefe, solamente deben haberse retirado, sin un plazo específico, en tanto que los dueños de equipos, o cualquier otro colaborador puede ser elegido en cualquier momento.
El comité de selección comienza el proceso anual con una lista de 120 aspirantes, que en octubre o noviembre se reduce a 25 semifinalistas y a principios de enero anuncian a 15 finalistas de la Era Moderna, quienes llegan a la votación definitiva junto con tres personalidades seleccionadas por los comités de Colaboradores, Jugadores Veteranos, y ahora también un comité de ex entrenadores en jefe (en un primer periodo de 2021 a 2024) para formar un grupo de 18 aspirantes el día previo a cada Super Bowl, de los cuales serán elegidos máximo ocho.
Para la Clase del 2021 ya anunciaron tres finalistas Bill Nunn (del Comité de Colaboradores); Tom Flores (del de ex Entrenadores en jefe) y Drew Pearson, ex receptor abierto de los Vaqueros de Dallas, nominado por el Comité de Jugadores Veteranos, es decir aquellos que tienen más de 25 años de haberse retirado. La siguiente votación para elegir "inmortales" será el día previo al Súper Tazón LV. Para ser electo se debe recibir el 80 por ciento de apoyo. Mínimo son cuatro elegidos y máximo ocho, entre jugadores, entrenadores en jefe y colaboradores. Los seleccionados no entran al salón de la Fama como miembro de un determinado equipo. Quienes resultan elegidos reciben un saco dorado y se elabora en bronce un busto de sus rostros, el cual queda inmortalizado en el museo. 
La ceremonia de inducción se efectía normalmente en la primera semana de agosto, la del 2020 fue postergada debido al Coronavirus, en consecuencia, los 20 elegidos de la Clase especial del Centenario serán homenajeados el sábado 7 de agosto de 2021, mientras que al día siguiente (domingo 8) será la introducción de quienes resulten electos para la Clase del 2021, lo que se definirá en la votación del día previo al Super Bowl LV a disputarse en Tampa, Florida.

## Críticas
Se han suscitado ciertas críticas respecto a la selección de los miembros, como las siguientes:
- El método de selección y el reducido número de elegidos cada año.
- La representación inequitativa de ciertas posiciones, sobre todo de posiciones defensivas y de equipos especiales.
- La ausencia de viejas estrellas de la American Football League como el ex quarterback  Daryle Lamonica o el ex receptor Otis Taylor.
- La renuencia de los selectores en aceptar la experiencia en el fútbol canadiense como factor de reconocimiento para posibles inducidos, argumentando la existencia del Salón de la Fama del Fútbol Canadiense.

## Miembros del Salón de la Fama de la NFL

### Miembros que no nacieron en los Estados Unidos
De los 346 miembros del Salón de la Fama (hasta la Clase del 2020) solamente nueve nacieron fuera de Estados Unidos, incluido Tom Fears, originario de Guadalajara, Jalisco: Ellos son:
- Alemania: Ernie Stautner
- Canadá: Bronko Nagurski y Arnie Weinmeister
- Dinamarca: Morten Andersen
- Guatemala: Ted Hendricks
- Honduras: Steve Van Buren
- Italia: Leo Nomellini
- México: Tom Fears
- Noruega: Jan Stenerud